# Mallosia imperatrix
Mallosia imperatrix là một loài bọ cánh cứng trong họ Cerambycidae.